# Perplexity.ai
Perplexity AI è un motore di ricerca basato su chat bot con intelligenza artificiale generativa. L'algoritmo è veloce e preciso nelle risposte alle query degli utenti. L'utilizzo di base è gratuito. Il funzionamento di Perplexity si basa sul testo predittivo in linguaggio naturale. Ad inizio 2024 contava circa 10 milioni di utenti mensili; a maggio 2025 gli utenti mensili erano 15 milioni.
Perplexity genera risposte utilizzando fonti dal web e cita i link all'interno della propria risposta testuale. Funziona su un modello freemium: il prodotto gratuito utilizza il modello Claude 3 Haiku di Anthropic combinato con un Large Language Model (LLM) proprietario, che incorpora capacità di elaborazione del linguaggio naturale (NLP), mentre la versione a pagamento Perplexity Pro ha accesso a GPT-4 di OpenAI, Claude 3, Mistral Large di Mistral AI, Llama 3 di Meta e un modello sperimentale di Perplexity.

## Storia
Perplexity è stata fondata nel 2022 a San Francisco.
I protagonisti della nascita della startup sono quattro informatici:
- Aravind Srinivas, il CEO che ha lavorato come ricercatore di IA presso OpenAI;
- Denis Yarats, il CTO che è stato ricercatore di intelligenza artificiale presso Meta;
- Johnny Ho, il Responsabile della Strategia Aziendale (in inglese, Chief Strategy Officer) che ha lavorato prima come ingegnere in Quora e successivamente come trader a Wall Street;
- Andy Konwinski che ha fatto parte del team fondatore di Databricks[7].

Nel 2024, Perplexity è valutata oltre 1 miliardo di dollari, dopo aver raccolto finanziamenti per 165 milioni di dollari. Tra i principali investitori figurano Jeff Bezos, Nvidia, Databricks, Bessemer Venture Partners, Susan Wojcicki, Jeff Dean, Yann LeCun, Andrej Karpathy, Nat Friedman e Garry Tan.
Nel 2025, la società tecnologica Apple ipotizza di utilizzare Perplexity per migliorare le ricerche web sui propri computer e dispositivi mobili. In realtà, la decisione è subordinata anche ad un accordo precedentemente stipulato con Google che è al momento impegnata a sua volta in una delicata disputa presso l'Antitrust americano.

## Funzionalità
Il prodotto principale di Perplexity è il suo motore di ricerca, basato sull'elaborazione del linguaggio naturale. Utilizza il contesto delle query dell'utente per fornire un risultato di ricerca personalizzato e riassume i risultati producendo un testo con citazioni in linea. Inoltre, consente agli utenti di porre domande di follow-up, sia organiche che sponsorizzate, che vengono interpretate nello stesso contesto e permettono di raffinare i risultati.
Perplexity utilizza un modello freemium e fornisce funzionalità di ricerca di base gratuitamente. La funzione 'Focus' consente agli utenti di limitare la ricerca a Reddit, YouTube, Wolfram Alpha o di limitarla ad 'Academic' (per la cercare tra le pubblicazioni scientifiche) o a 'Writing' (disabilita l'accesso a Internet per il LLM). Lo stesso Aravind Srinivas ha descritto la funzione Writing come "più incline alle allucinazioni", poiché può generare informazioni false o citazioni inventate.
La variante a pagamento di Perplexity, la modalità 'Pro', richiede agli utenti di chiarire le domande per perfezionare le query. Inoltre, consente agli utenti di caricare e analizzare file locali, incluse le immagini, oltre a generare immagini utilizzando l'IA. Infine, fornisce l'accesso a un'API separata da Perplexity, che ha accesso solo a modelli "open weight".

## Utilizzo non autorizzato di contenuti web
Nel giugno 2024, Forbes ha criticato pubblicamente Perplexity per l'utilizzo dei contenuti di Forbes. Secondo Forbes, Perplexity ha pubblicato una storia che è stata in gran parte copiata da un articolo proprietario di Forbes, senza menzionare o citare Forbes. In risposta, Srinivas ha affermato che la funzionalità presentava alcuni "spigoli" e ha accettato il feedback, ma ha sostenuto che Perplexity si limita a "aggregare" anziché plagiare le informazioni.
Nello stesso mese, indagini separate della rivista Wired e dello sviluppatore web Robb Knight hanno scoperto che Perplexity non rispetta lo standard robots.txt, che consente ai siti Web di impedire ai web crawler di estrarre contenuti, nonostante Perplexity affermi il contrario. Perplexity elenca pubblicamente gli indirizzi IP dei suoi crawler ma, secondo Wired, Perplexity utilizza un indirizzo IP diverso e non pubblicato per estrarre i contenuti dai siti web che indicano tramite il loro robots.txt che non desiderano essere scansionati. L'accusa è stata confermata da Cloudflare nell'agosto 2025, secondo quanto riportato dal quotidiano online TechCrunch. Secondo la società statunitense, Perplexity aggirerebbe volontariamente i blocchi modificando lo "user agent" dei propri bot, nonché modificando i propri sistemi autonomi di rete e mascherando dunque la propria identità. Il portavoce di Perplexity Jesse Dwyer ha contestato questa accusa.